# Buzz Lightyear's Astro Blasters
Buzz Lightyear's Astro Blasters, Buzz Lightyear Laser Blast (Buzz l'Éclair Bataille Laser, en français), Buzz Lightyear's Space Ranger Spin ou Buzz Lightyear Planet Rescue est une attraction des parcs Disney. Elle possède actuellement plusieurs déclinaisons, presque différentes pour tous les parcs Disney de type Royaume Enchanté. Elle s'inspire de l'univers de Buzz l'Éclair, personnage du film d'animation Toy Story.
L'attraction est composée d'un Parcours scénique nouvelle génération, dit interactif, une sorte de train pour deux personnes où le visiteur fait partie du décor : il "tire" en effet à l'aide d'un pistolet placé sur son wagon sur le décor.

## Histoire
L'histoire de fond de l'attraction concerne les intentions de l'empereur Zurg de voler toutes les ressources énergétiques (des batteries) utilisées pour alimenter les engins spatiaux des Petits hommes verts. Les participants (visiteurs) sont de nouvelles recrues de Star Command envoyées pour vaincre Zurg.
La file d'attente de l'attraction est inondée de couleurs vives, blanc, bleu et vert à l'image de Buzz l'Éclair lui-même. Comme ce dernier est un jouet, le décor est clairement à l'échelle d'un jouet articulé. Certains éléments sont des reproductions géantes d'articles comme des écrous ou un mode d'emploi qui est en réalité celui de l'attraction. Un audio-animatronic de Buzz l'Éclair et une tablette magique (Etch-A-Sketch (en)) donnent leurs conseils pour la "mission". Cet audio-animatronic utilise un système innovant de projection par l'arrière pour le visage de Buzz, ce qui le rend très réaliste.

## Aspects techniques
Astro Blasters et Space Ranger Spin sont des parcours scéniques interactifs en omnimovers. Les visiteurs embarquent à bord de véhicules de l'espace à deux places guidés par un joystick (pour les rotations) et comprenant deux pistolets laser.
Le joystick permet de faire tourner le véhicule sur lui-même afin de choisir sa cible. Les fusils permettent de viser des cibles disséminées dans le parcours, puis de tirer dessus grâce au laser. En fonction de la cible un nombre de point est attribué au joueur. Un cadran digital donne le score du joueur qui s'affichera au tableau d'honneur à la fin de l'attraction.
Le visiteur est photographié durant l'attraction et son score final est incrusté dans l'image, qu'il peut ensuite envoyer par email ou acheter.
La version de Disneyland propose grâce à une connexion avec Internet à des personnes de jouer depuis chez eux et/où d'aider les visiteurs du parc à gagner plus de points en activant des cibles spéciales augmentant le score des deux équipes (sur place et chez eux).

## Les attractions

### Magic Kingdom
Elle s'appelle Buzz Lightyear's Space Ranger Spin et est différente de ses homologues. Considérée comme la version primitive de l'attraction, elle dispose d'éléments qui ont été améliorés par la suite dans les autres versions. Elle reprend l'ancien parcours de l'attraction If You Had Wings et certains de ses effets (Escape Hatch par exemple).
Le parcours scénique est identique à celui de ses consœurs à travers le monde (voir ci-dessous), cependant, l'aménagement intérieur, la longueur des scènes et le mode de jeu se distinguent : 
- les pistolasers des véhicules sont plus gros et sont attachés à une barre sur le véhicule, ce qui ne permet pas de diriger aussi librement les tirs que pour les autres attractions ;
- les cibles, ayant l'aspect d'un "Z" comme dans les autres, ne permettent pas de faire 100, 500, 1000, 5000 ou 10000 points mais 100 points uniquement ;
- le thème musical de l'attraction est différent, n'ayant aucun lien direct avec les musiques de Toy Story 2 ;
- enfin, même si les scènes sont identiques, elles sont ou plus longues (Planet Zurg, Escape Hatch) ou plus courtes (Space Battle, Star Command entre autres).

Cette attraction bénéficie du système FastPass
- Ouverture : 3 novembre 1998
  - Pré-ouverture : 7 octobre 1998
- Conception : Walt Disney Imagineering
- Durée : 4 min 30 s
- Séquences de l'attraction :
  - Launch Bay
  - Robot Attack
  - Planet "Z"
  - Zurg's Ship
  - Robot Factory
  - Zurg's Secret Weapon
  - Escape Hatch (Zurg's Escape)
  - Speed Room (Hyperspace)
  - Space Battle
  - Star Command
- Type d'attraction : parcours scénique interactif (Omnimover et stand de tir)
- Situation : 28° 25′ 06″ N, 81° 34′ 47″ O
- Attractions précédentes[1] :
  - If You Had Wings : 5 juin 1972 - 1er juin 1987
  - If You Could Fly : 6 juin 1987 - 3 janvier 1989
  - Delta Dreamflight  : 23 juin 1989 - 1er janvier 1996
  - Disney's Take Flight  : 5 juin 1997 - 28 janvier 1998

### Tokyo Disneyland
L'attraction diffère peu de son homologue américaine de Disneyland et a ouvert à la place de l'ancien Timekeeper. Elle a été la seconde version de l'attraction (après celle du Magic Kingdom) et apporte la majeure partie des innovations que l'on retrouve par la suite. Elle est l'attraction favorite du parc pour beaucoup de Japonais, provoquant des files d'attente de plus d'une heure au minimum dès l'ouverture du parc.
Les innovations de cette version sont essentiellement :
- une liberté quasi totale avec les pistolasers seulement attachés par leur câble d'alimentation ;
- la création des cibles à plusieurs points (100 - ronds, 500 - carrés, 1000 - losanges, 10000 - triangles) ;
- un nouvel arrangement musical tiré du film Toy Story et Toy Story 2 ;
- de nouveaux Audio-animatronics (notamment celui de Zurg) plus évolués et plus grands.

Cette attraction bénéficie du système FastPass
- Ouverture : 15 avril 2004[2]
- Conception : Walt Disney Imagineering, Sansei Yusoki Co
- Type d'attraction : parcours scénique interactif (Omnimover et stand de tir)
- Situation : 35° 37′ 58″ N, 139° 52′ 44″ E
- Attractions précédentes :
  - Circle-Vision 360°
    - Magic Carpet 'Round the World 1983 - 1986
    - American Journeys 1986 - 1994

  - The Timekeeper 1993 - 2002

### Disneyland
Quasi identique à celle de Tokyo, cette version ne diffère que parce qu'un morceau du défunt PeopleMover (puis Rocket Rods) traverse une partie de l'attraction. La version de Disneyland propose grâce à une connexion avec Internet à des personnes de jouer depuis chez eux et/où d'aider les visiteurs du parc à gagner plus de points en activant des cibles spéciales augmentant le score des deux équipes (sur place et chez eux).
Cette attraction bénéficie du système FastPass
- Ouverture : 5 mai 2005[3]
  - Pré-ouverture : 17 mars 2005
- Conception : Walt Disney Imagineering, Sansei Yusoki Co
- Séquences de l'attraction :
  - Gantry Hall / Flight Deck
  - Robot Attack
  - Zurg's Dreadnought
  - Zurg's Secret Weapon
  - Crash Landing
  - Planet Z
    - Zurg's Escape

  - Hyperspace
  - The Final Battle
  - Victory Celebration
- Type d'attraction : parcours scénique interactif (Omnimover et stand de tir)
- Situation : 33° 48′ 44″ N, 117° 55′ 05″ O
- Attractions précédentes :
  - Circarama USA
  - Circle-Vision 360°
  - Rocket Rods (file d'attente uniquement)

### Hong Kong Disneyland
L'attraction portait le nom Buzz Lightyear Astro Blasters et reprenait la version de Californie. L'attraction a été fermée en 2017 pour être transformée et rouvrir en 2019 sous le nom Ant-Man and the Wasp: Nano Battle!
Cette attraction bénéficie du système FastPass
- Ouverture :  12 septembre 2005 (avec le parc)
- Fermeture : 31 août 2017
- Conception : Walt Disney Imagineering
- Type d'attraction : parcours scénique interactif (Omnimover et stand de tir)
- Situation : 22° 18′ 50″ N, 114° 02′ 33″ E

### Disneyland Paris

Logo

Entrée de l'attraction

Buzz Lightyear Laser Blast (bien que nommée Buzz l'Éclair Bataille Laser dans les campagnes de publicité en français) est une attraction interactive. Elle diffère peu de ses homologues américains ou japonais. L'attraction a ouvert au public le 8 avril 2006, à la place de l'ancien Le Visionarium, à Discoveryland.
À bord d'un vaisseau (XP-41), il s'agit de sauver l'univers de l'empereur Zurg qui a décidé de conquérir le monde. Grâce à un pistolaser, il faut toucher un maximum de cibles tout au long du parcours. Certaines cibles, une fois touchées, font apparaître une nouvelle cible ou une animation surprise. Chaque véhicule est autonome et permet de tourner à 360°, il est possible de monter à deux par véhicule.
Cette attraction bénéficie du système Disney Premier Access
- Ouverture :  8 avril 2006[4]
- Conception : Walt Disney Imagineering, Sansei Yusoki Co
- Séquences de l'attraction :
  - Star Command Action Center / Flight Deck
  - Robot Attack
  - Zurg's Dreadnought
  - Zurg's Secret Weapon
  - Planet Z
  - Zurg's Escape
  - Hyperspace
  - The Final Battle
  - Repackaging Zurg
- Type d'attraction : parcours scénique interactif (Omnimover et stand de tir)
- Situation : 48° 52′ 25″ N, 2° 46′ 39″ E
- Attractions précédentes :
  - Le Visionarium (1992-2004)

### Shanghai Disneyland
Buzz Lightyear Planet Rescue est la déclinaison de Shanghai de l'attraction. Elle utilise une technologie plus récente et se base sur la scène du début du film Toy Story 2, qui se déroule sur la planète de Zurg avec des robots de différentes tailles ayant deux bras.
Cette attraction bénéficie du système Disney Premier Access
- Ouverture : 16 juin 2016
- Conception : Walt Disney Imagineering
- Type d'attraction : parcours scénique interactif (Omnimover et stand de tir)
- Situation : 31° 08′ 35″ N, 121° 39′ 12″ E